# Wohn- und Geschäftshaus Bahnhofstraße 29

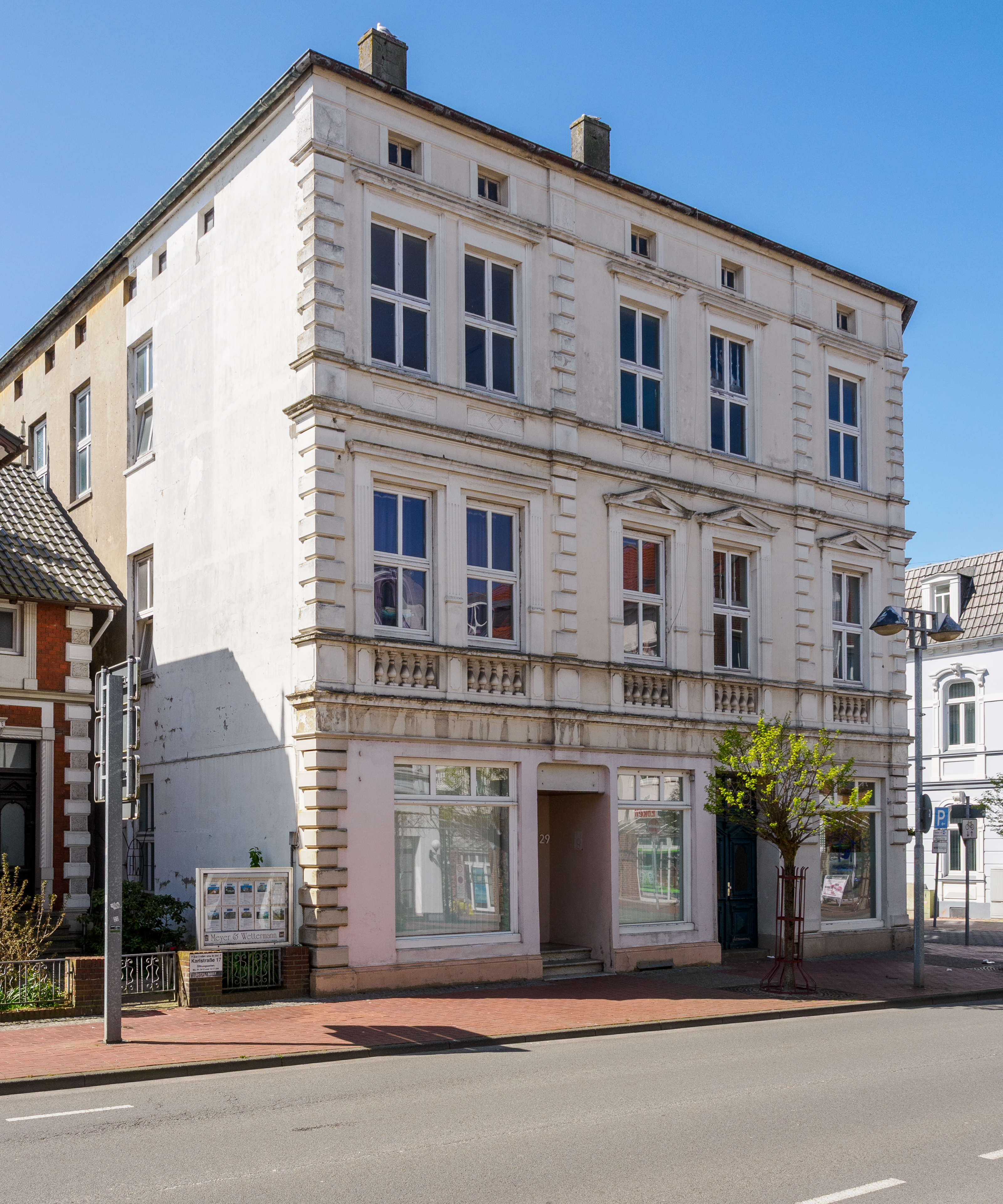
Bahnhofstr. 29 in Nordenham

Das Wohn- und Geschäftshaus Bahnhofstraße 29, Ecke Grüne Straße, im niedersächsischen Nordenham im Landkreis Wesermarsch stammt vom späten 19. Jahrhundert.

Aktuell (2023) wird es als Wohnhaus, durch einen Laden und eine Massagepraxis genutzt.
Das Gebäude steht unter Denkmalschutz (siehe auch Liste der Baudenkmale in Nordenham).

## Beschreibung
Das dreigeschossige historisierende verputzte Eckgebäude mit einem weiteren Mezzaningeschoss, flachem Walmdach, zwei geschossteilenden Gesimsbändern, senkrechten Quadergliederungen, verzierten Brüstungen im EG und der abgeschrägten Ecke stammt von um 1880.
Das Landesdenkmalamt befand zur Bedeutung: „geschichtlich, städtebaulich“.